# Provincia di Najran
La provincia Najran è una provincia dell'Arabia Saudita. Si trova nel sud del Paese, lungo il confine con lo Yemen. Ha una superficie di 119.000 km² e una popolazione di 367.700 abitanti (1999). Il suo capoluogo è Najrān. È abitata dalla comunità sciita ismailita dei Sulaymani Bohra, che costituiscono la maggioranza della popolazione locale.

## Elenco dei governatori
- Mish'al bin Sa'ud Al Sa'ud (aprile 1997 - 4 novembre 2008)
- Mishaal bin Abd Allah Al Sa'ud (1º aprile 2009 - 22 dicembre 2013)
- Jalawi bin Abd al-Aziz bin Mosaad Al Sa'ud, dal 2013

## Elenco dei vice governatori
- Turki bin Hathloul bin Abd al-Aziz Al Sa'ud, dal 22 aprile 2017